# Levharti Chomutov
El Levharti Chomutov es un equipo de baloncesto checo que compite en la Národní Basketbalová Liga, la primera división del país. Tiene su sede en Chomutov. Disputa sus partidos en el Mestská sportovní hala , con capacidad para 2.300 espectadores.

## Nombres
- Sokol
- Banik
- TJ VT
- TJ VT VTJ
- BK ASK DIOSS
- BK
- Levharti (2011-)

## Palmarés
- Campeón 1.Liga (2011)
- Campeón Liga Regular 1.Liga (2011)